# 基特卡森縣 (科羅拉多州)
基特卡森县（英語：Kit Carson County）是美國科羅拉多州東部的一個縣，東鄰堪薩斯州。面積5,598平方公里。根據美國2000年人口普查，共有人口8,011人。縣治伯靈頓（Burlington）。
成立於1889年4月11日。縣名紀念一位著名的拓荒者基特·卡森。